# Tarariras
Tarariras é uma localidade do departamento de Colônia, Uruguai.

## Geografia
Localizado no cruzamento das rotas nacionais n° 22 e 50, dista 45 km de Colônia do Sacramento e 165 km de Montevidéu. Possui uma altitude de 100 metros acima do nível do mar.
Em 1892 começou a divisão na região, e se estabeleceu a população. Em 1896 foi criado o cemitério local. Desde 1900 conta com o Tribunal de Magistrados. Em 1908, criou-se a primeira escola pública.
Segundo o censo de 2004, a cidade contava com 6.070 habitantes. No censo anterior, de 1996, a cidade possuía 6.174, o que indica uma taxa de crescimento anual de -2,1%.
A atividade agropecuária é muito importante para a cidade, em particular a indústria láctea, presente desde 1929.

## Governo
Desde julho de 2010, a prefeita de Tarariras é Diana Olivera.